# 3778 Regge
3778 Regge је астероид главног астероидног појаса чија средња удаљеност од Сунца износи 2,871 астрономских јединица (АЈ).
Апсолутна магнитуда астероида је 12,7.